# Natação no Campeonato Europeu de Esportes Aquáticos de 2014 - 50 m borboleta feminino
A prova dos 50 metros borboleta feminino da natação no Campeonato Europeu de Esportes Aquáticos de 2014 ocorreu nos dias 18 e 19 de agosto em Berlim, na Alemanha. 

## Calendário
| Fase          | Data         | Hora  |
| ------------- | ------------ | ----- |
| Eliminatórias | 18 de agosto | 10:07 |
| Semifinal     | 18 de agosto | 18:15 |
| Final         | 19 de agosto | 18:23 |

Todos os horários estão no horário local (UTC+1)

## Recordes
Antes desta competição, os recordes eram os seguintes:
| Recorde mundial       | Sarah Sjöström    | 24.43 | Boras     | 5 de julho de 2014  |
| Recorde europeu       | Sarah Sjöström    | 24.43 | Boras     | 5 de julho de 2014  |
| Recorde do campeonato | Therese Alshammar | 25.50 | Budapeste | 9 de agosto de 2010 |

Os seguintes novos recordes foram estabelecidos durante esta competição. 
| Data         | Prova     | Nadadora       | Nacionalidade | Tempo | Recordes              |
| ------------ | --------- | -------------- | ------------- | ----- | --------------------- |
| 18 de agosto | Semifinal | Sarah Sjöström | Suécia        | 24.87 | Recorde do campeonato |

## Medalhistas
| Ouro                 | Prata                  | Bronze                  |
| Sarah Sjöström (SWE) | Jeanette Ottesen (DEN) | Francesca Halsall (GBR) |

## Resultados

### Eliminatórias
Esses foram os resultados das eliminatórias. 
| Pos. | Bateria | Raia | Nadadora             | Nacionalidade        | Tempo | Notas |
| ---- | ------- | ---- | -------------------- | -------------------- | ----- | ----- |
| 1    | 4       | 4    | Sarah Sjöström       | Suécia               | 25.12 | Q,    |
| 2    | 2       | 4    | Jeanette Ottesen     | Dinamarca            | 25.64 | Q     |
| 3    | 4       | 5    | Inge Dekker          | Países Baixos        | 25.71 | Q     |
| 4    | 3       | 4    | Francesca Halsall    | Reino Unido          | 26.06 | Q     |
| 5    | 3       | 6    | Kimberly Buys        | Bélgica              | 26.10 | Q     |
| 6    | 4       | 3    | Silvia Di Pietro     | Itália               | 26.13 | Q     |
| 7    | 2       | 5    | Therese Alshammar    | Suécia               | 26.15 | Q     |
| 8    | 2       | 3    | Elena Gemo           | Itália               | 26.28 | Q     |
| 9    | 3       | 5    | Mélanie Henique      | França               | 26.36 | Q     |
| 10   | 4       | 2    | Marie Wattel         | França               | 26.52 | Q     |
| 11   | 4       | 1    | Amit Ivry            | Israel               | 26.54 | Q     |
| 12   | 4       | 6    | Anna Santamans       | França               | 26.55 | Q     |
| 13   | 2       | 2    | Anna Dowgiert        | Polónia              | 26.60 | Q     |
| 14   | 3       | 2    | Aleksandra Urbanczyk | Polónia              | 26.85 | Q     |
| 15   | 3       | 3    | Svetlana Chimrova    | Rússia               | 26.88 | Q     |
| 16   | 2       | 6    | Beryl Gastaldello    | França               | 26.93 | Q     |
| 17   | 3       | 8    | Katarína Listopadová | Eslováquia           | 26.95 |       |
| 18   | 4       | 7    | Ilaria Bianchi       | Itália               | 27.01 |       |
| 19   | 2       | 7    | Sviatlana Khakhlova  | Bielorrússia         | 27.03 |       |
| 20   | 2       | 1    | Kristel Vourna       | Grécia               | 27.07 |       |
| 21   | 3       | 7    | Elena di Liddo       | Itália               | 27.09 |       |
| 22   | 3       | 1    | Jemma Lowe           | Reino Unido          | 27.21 |       |
| 23   | 4       | 0    | Danielle Villars     | Suíça                | 27.23 |       |
| 24   | 1       | 8    | Darya Stepanyuk      | Ucrânia              | 27.27 |       |
| 25   | 3       | 0    | Lisa Zaiser          | Áustria              | 27.29 |       |
| 26   | 2       | 0    | Anna Kolárová        | Chéquia              | 27.52 |       |
| 27   | 4       | 8    | Maria Kameneva       | Rússia               | 27.54 |       |
| 28   | 1       | 4    | Keren Siebner        | Israel               | 27.60 |       |
| 29   | 3       | 9    | Lyubov Korol         | Ucrânia              | 27.63 |       |
| 30   | 1       | 5    | Mimosa Jallow        | Finlândia            | 27.65 |       |
| 31   | 2       | 9    | Johanna Silventoinen | Finlândia            | 27.67 |       |
| 32   | 1       | 3    | Tess Grossmann       | Estónia              | 27.95 |       |
| 33   | 1       | 2    | Ingibjörg Jónsdóttir | Islândia             | 28.12 |       |
| 34   | 2       | 8    | Ezgi Yazici          | Turquia              | 28.17 |       |
| 35   | 1       | 7    | Amina Kajtaz         | Bósnia e Herzegovina | 28.57 |       |
| 36   | 4       | 9    | Caroline Pilhatsch   | Áustria              | 28.80 |       |
| 37   | 1       | 6    | Katarina Simonović   | Sérvia               | 28.81 |       |
| 38   | 1       | 1    | Katharina Egger      | Áustria              | 29.05 |       |

### Semifinal
Esses foram os resultados das semifinais. 
Semifinal 1
| Pos. | Raia | Nadadora            | Nacionalidade | Tempo | Notas |
| ---- | ---- | ------------------- | ------------- | ----- | ----- |
| 1    | 4    | Jeanette Ottesen    | Dinamarca     | 25.43 | Q     |
| 2    | 5    | Francesca Halsall   | Reino Unido   | 25.67 | Q     |
| 3    | 3    | Silvia Di Pietro    | Itália        | 25.90 | q     |
| 4    | 6    | Elena Gemo          | Itália        | 26.39 |       |
| 5    | 1    | Svetlana Chimrova   | Rússia        | 26.62 |       |
| 6    | 2    | Marie Wattel        | França        | 26.68 |       |
| 7    | 7    | Anna Dowgiert       | Polónia       | 26.78 |       |
| 8    | 8    | Sviatlana Khakhlova | Bielorrússia  | 26.99 |       |

Semifinal 2
| Pos. | Raia | Nadadora             | Nacionalidade | Tempo | Notas |
| ---- | ---- | -------------------- | ------------- | ----- | ----- |
| 1    | 4    | Sarah Sjöström       | Suécia        | 24.87 | Q,    |
| 2    | 5    | Inge Dekker          | Países Baixos | 25.84 | Q     |
| 3    | 3    | Kimberly Buys        | Bélgica       | 26.16 | q     |
| 4    | 6    | Therese Alshammar    | Suécia        | 26.17 | q     |
| 5    | 2    | Mélanie Henique      | França        | 26.31 | q     |
| 6    | 7    | Amit Ivry            | Israel        | 26.39 |       |
| 7    | 1    | Aleksandra Urbanczyk | Polónia       | 26.75 |       |
| 8    | 8    | Katarína Listopadová | Eslováquia    | 26.83 |       |

Desempate
| Pos. | Raia | Nadadora   | Nacionalidade | Tempo | Notas |
| ---- | ---- | ---------- | ------------- | ----- | ----- |
| 1    | 4    | Amit Ivry  | Israel        | 26.13 | q     |
| 2    | 5    | Elena Gemo | Itália        | 26.48 |       |

### Final
Esse foi o resultado da final. 
| Pos.              | Raia | Nadadora          | Nacionalidade | Tempo | Notas |
| ----------------- | ---- | ----------------- | ------------- | ----- | ----- |
| Medalha de ouro   | 4    | Sarah Sjöström    | Suécia        | 24.98 |       |
| Medalha de prata  | 5    | Jeanette Ottesen  | Dinamarca     | 25.34 |       |
| Medalha de bronze | 3    | Francesca Halsall | Reino Unido   | 25.39 |       |
| 4                 | 6    | Inge Dekker       | Países Baixos | 25.75 |       |
| 5                 | 2    | Silvia Di Pietro  | Itália        | 25.78 |       |
| 6                 | 1    | Therese Alshammar | Suécia        | 26.10 |       |
| 7                 | 8    | Mélanie Henique   | França        | 26.25 |       |
| 8                 | 7    | Kimberly Buys     | Bélgica       | 26.29 |       |

Legenda
| Recorde mundial       | Recorde mundial (World record)               |                       | Recorde africano                      | Recorde africano (African) |                                           | Q | Classificado por posição (Qualified) |
| Recorde do campeonato | Recorde do campeonato (Championship record)  | Recorde da América    | Recorde da América (Americas)         | q                          | Classificado por melhor tempo (Qualified) |   |                                      |
| Melhor marca do ano   | Melhor marca do ano (World leading)          | Recorde asiático      | Recorde asiático (Asian)              | DNS                        | Não largou (Did not start)                |   |                                      |
| Recorde nacional      | Recorde nacional (National record)           | Recorde europeu       | Recorde europeu (European)            | DNF                        | Não terminou (Did not finish)             |   |                                      |
| Recorde pessoal       | Recorde pessoal do atleta (Personal best)    | Recorde da Oceania    | Recorde da Oceania (Oceania)          | DSQ / DQ                   | Desclassificado (Disqualified)            |   |                                      |
| Recorde da temporada  | Recorde da temporada do atleta (Season best) | Recorde sul-americano | Recorde sul-americano (South America) | NM                         | Sem marca (No mark)                       |   |                                      |